# Губчатые кости
Гу́бчатые ко́сти (коро́ткие ко́сти) — кости скелета, сочетающие прочность с высокой подвижностью. В отличие от трубчатых (длинных) костей, ширина губчатых костей приблизительно равна их длине.

## Строение
Губчатые кости образованы преимущественно губчатой тканью, окружённой тонким слоем компактного вещества.

## Примеры губчатых костей
К губчатым костям относятся кости запястья и предплюсны. Иногда в число губчатых костей включаются сесамовидные кости (в том числе надколенник), некоторые плоские кости (рёбра и грудина) и смешанные кости (в том числе позвонки).